# 第四の権力

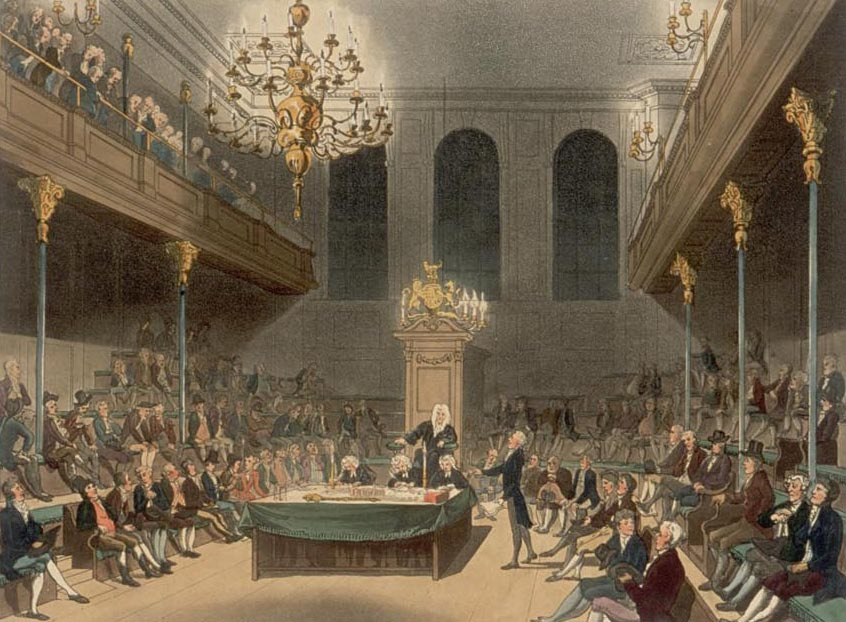
イギリス下院では傍聴席（左上）がジャーナリストのために確保されている

第四の権力（だいよんのけんりょく、英: Fourth Estate）とは、マスコミュニケーションを行政・立法・司法の三つの権力になぞらえて呼んだ通称。第四権力。

## 起源
第四の権力の語源は第四階級 (Fourth Estate)であるとされており、国王（または聖職者）・貴族・市民（ブルジョアジー）の三身分に次ぐ社会的勢力のを指す意味であった。第四階級の語は、のちプロレタリアート（無産階級）を指す別の意味の言葉にもなった。マスメディアを第四階級となぞらえたのはイギリスの思想家で政治家のエドマンド・バークが最初とされる。
バークは嘗ていった、議会には三階級がある、だが彼処の記者席にはこれらを併せたものよりも遙かに重要な第四階級が陣どっている。
トーマス・カーライル著 老田三郎訳『英雄崇拝論』岩波書店（1949）

## 解説
マスメディアが発達し、三権（立法・行政・司法）と並んでジャーナリズム一般を第四の権力と呼ぶことがある。
また、三権への監視者としての役割と、国民の知る権利を成す情報伝達者としての責任が重いにも関わらず、三権と迎合・癒着しジャーナリズム自体が権力化したことに対する用語ともされる。

## その他の第四の権力
マスコミュニケーション以外に第四の権力として以下がある
- 地方自治権[8][9]
- 中華民国憲法では三権（立法権、行政権、司法権）以外に考試権（公務員の人事権）、監察権（行政監査権）を規定している。